# IC 1665
IC 1665 — галактика типу *3 (потрійна зірка) у сузір'ї Андромеда.
Цей об'єкт міститься в оригінальній редакції індексного каталогу.